# Grand Prix de Denain 2002
Il Grand Prix de Denain 2002, quarantaquattresima edizione della corsa e valida come evento UCI categoria 1.3, si svolse il 25 aprile 2002 su un percorso totale di circa 197 km. Fu vinto dall'italiano Alberto Vinale che terminò la gara in 4h24'17", alla media di 44,725 km/h.
Al traguardo di Denain 97 ciclisti portarono a termine il percorso.

## Ordine d'arrivo (Top 10)
| Pos. | Corridore            | Squadra       | Tempo    |
| ---- | -------------------- | ------------- | -------- |
| 1    | Alberto Vinale       | Alessio       | 4h24'17" |
| 2    | Frédéric Finot       | Jean Delatour | s.t.     |
| 3    | Damien Nazon         | Bonjour       | a 7"     |
| 4    | Jean-Patrick Nazon   | F. des Jeux   | s.t.     |
| 5    | Jo Planckaert        | Cofidis       | s.t.     |
| 6    | Ludovic Capelle      | AG2R Prév.    | s.t.     |
| 7    | Martin Hvastija      | Alessio       | s.t.     |
| 8    | Allan Johansen       | EDS-Fakta     | s.t.     |
| 9    | Médéric Clain        | Cofidis       | s.t.     |
| 10   | Christophe Detilloux | Lotto-Adecco  | s.t.     |